# مقياس الميثان
مقياس الميثان (بالإنجليزية: Methanometer) هو جهاز يُستخدم لقياس غاز الميثان في هواء المناجم.

## نبدة تاريخية
صنعت شركة أجهزة سلامة المناجم المحدودة أول نوع من هذا الجهاز وهو مقياس الميثان دابليو8 حوالي عام 1950 وحصل على موافقة لوائح التهوية لعام 1947 يمكن تشغيل مقياس الميثان بواسطة مصباح إديسون ذي غطاء البطارية ويمكن حمله على حزام عامل المنجم مع أدوات أخرى الميثان هو الغاز الرئيسي الموجود في مصباح الاحتراق وهو شديد الانفجار وقد تم اكتشافه سابقًا من خلال تأثير الهالة الزرقاء التي يُحدثها على لهب مصباح الأمان.

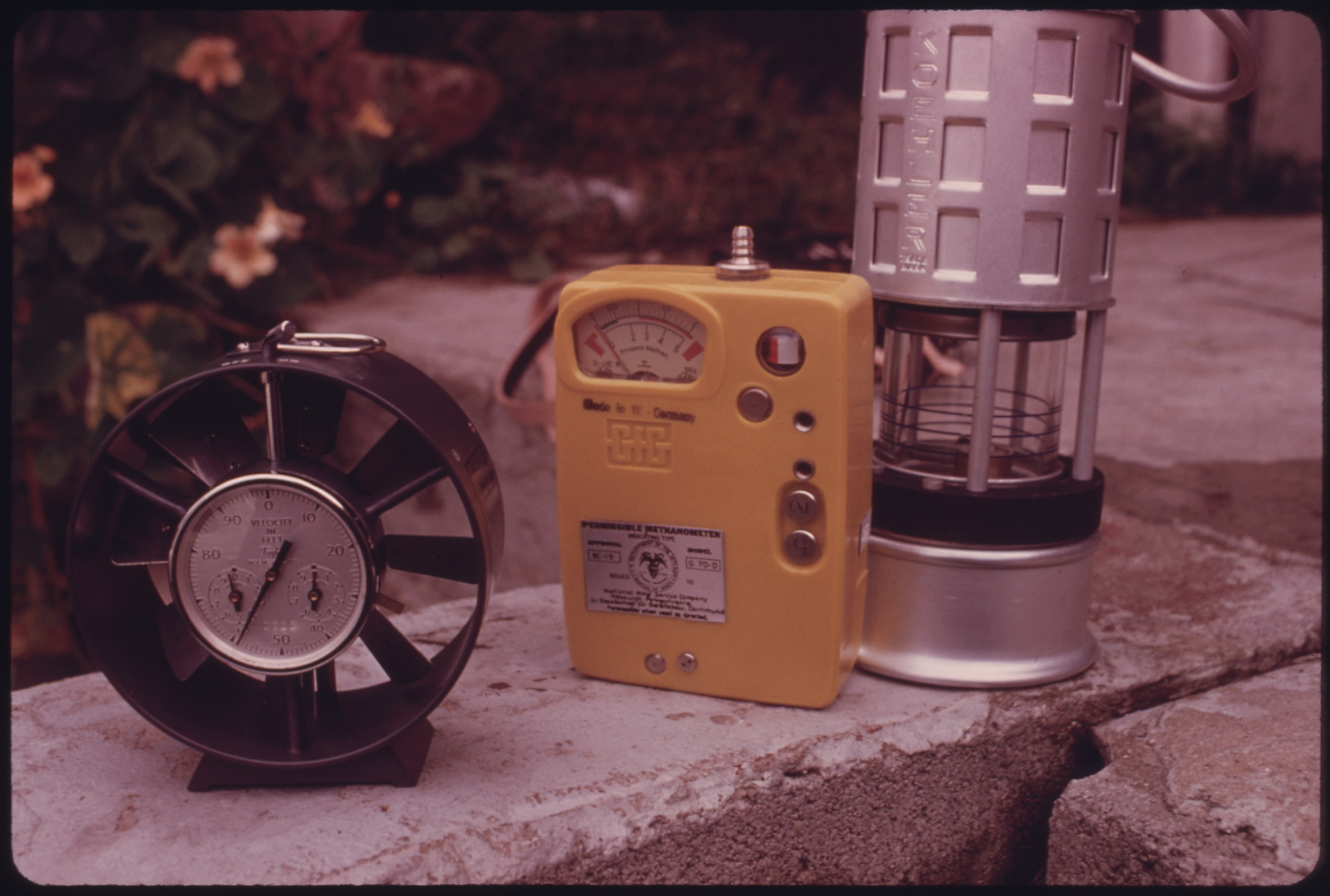
مقياس الميثان بجوار مقياس شدة الرياح (يسار) ومصباح أمان (يمين).

بحلول عام 1983 طُور العديد من الأجهزة لقياس تركيز الميثان في الهواء، اعتمدت هذه الأجهزة على طرق مثل التسخين التفاضلي لخيط البلاتين المتوهج أو عن طريق قياس الامتصاص العالي للإشعاع تحت الأحمر بواسطة الغاز المحتوي على الميثان.

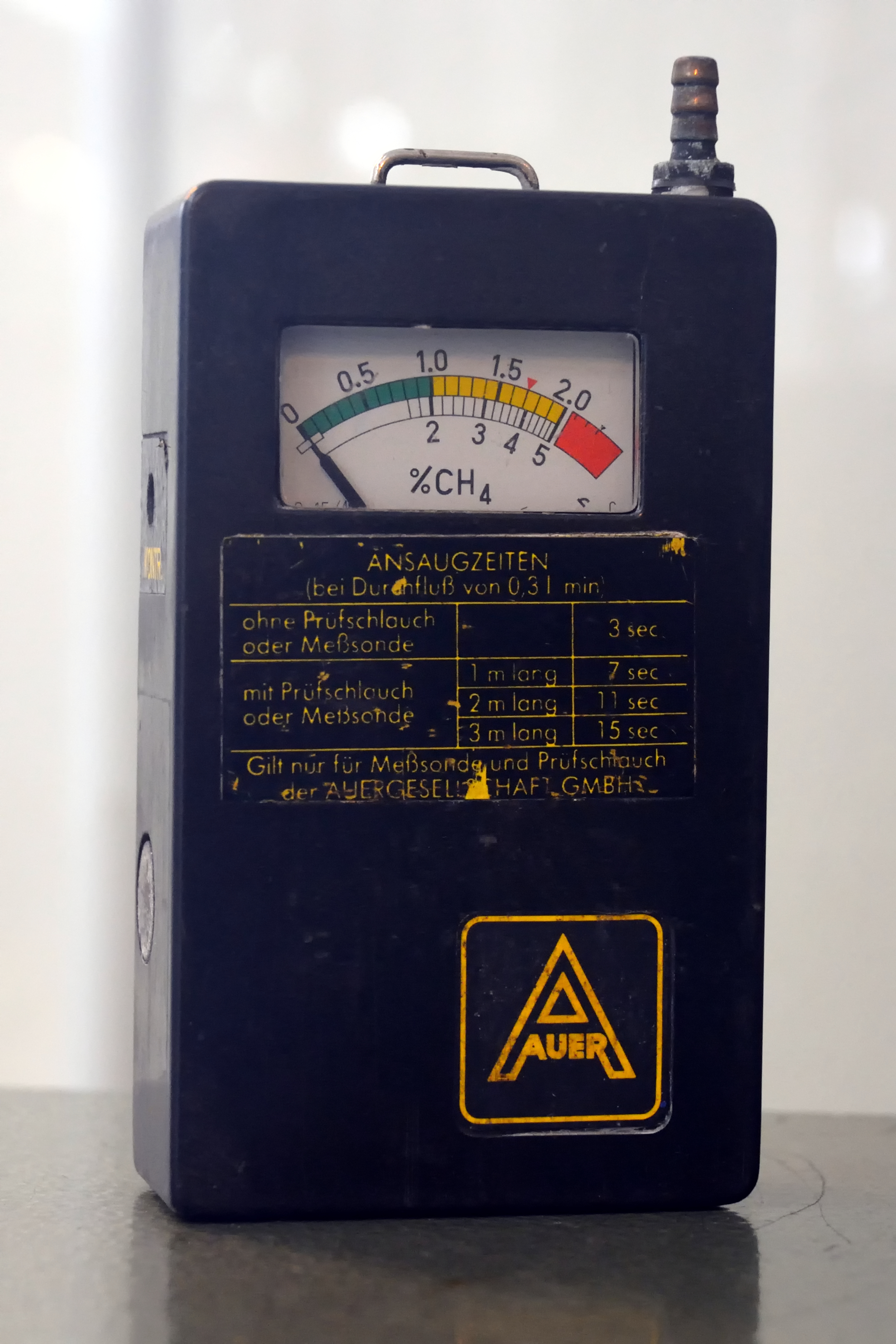
مقياس ميثان

## الاستخدام
يُستخدم مقياس الميثان التحفيزي مصفوفة من أربعة عناصر خيطية سلكية ساخنة يُطلى خيطان نشطان بمحفز مُرتبان على شكل جسر ويتستون مع عنصرين خاملين بدون طلاء عند تعرضهما للهواء الملوث بالميثان تسخن الخيوط المطلية بسبب أكسدة الميثان ويمكن عرض اختلال التوازن الناتج في مقاومة العناصر النشطة وغير النشطة على مقياس مُعاير تتطلب هذه الأجهزة الأكسجين للعمل وقد تكون غير دقيقة إذا كان تركيز الميثان مرتفعًا جدًا يمكن أن يتسمم المحفز بالتعرض لبعض المواد الكيميائية وخاصة تلك التي تحتوي على الكبريت مما يجعل الجهاز غير حساس للميثان.